# Pasi Ie Leubeue
Pasi Ie Leubeue is een bestuurslaag in het regentschap Pidie van de provincie Atjeh, Indonesië. Pasi Ie Leubeue telt 734 inwoners (volkstelling 2010).